# José Luis Tejada
Pour les articles homonymes, voir Tejada (homonymie).
José Luis Tejada est un homme d'État bolivien né le 12 janvier 1882 à La Paz et mort le 4 octobre 1938 à Arica au Chili. Il est président de la Bolivie de décembre 1934 à mai 1936.